# Hans Christian Alsvik
Hans Christian Alsvik (21. april 1936 i Svolvær i Norge – 1. oktober 2011) var en norsk tv-vært og filolog.
Alsvik kom til NRK i 1966 efter at have været journalist ved Vestfold Arbeiderblad. I en lang årrække var Alsvik en af de store NRK-profiler, og det var i særdeleshed naturprogrammer han skulle blive kendt for. Alsvik blev arvtager efter nestoren Per Hafslund, og Alsvik var i flere år en meget benyttet kommentaroplæser til udenlandskproducerede naturfilmserier.
Ved hjælp af sine kundskaber udi filologi talte Alsvik flere sprog, deriblandt engelsk, russisk og tysk.
I 2002 modtog Alsvik Kongens fortjenstmedalje i guld. Han fik tildelt hædersprisen under Gullruten 2000.